# Helichus ussuriensis
Helichus ussuriensis — вид жуків з родини причіпників.

## Опис
Жук довжиною 4,9-5,1 мм. Тіло широкоовальної форми, опукле. Голова та передньоспинка смоляно-чорного кольору, надкрила коричневого або темно-коричневого. Верхня частина тіла в буро-жовтих волосках, блискуча, але зазвичай вкрита скоринкою з мулу. Основи вусиків несильно зближені. Міжтазиковий відросток передньогруді дуже широкий. Надкрила з поздовжніми рядами великих ямкових точок.

## Екологія
Населяє гірські річки та струмки.